# Бальестерос, Франсиско
Франсиско Лопес Бальестерос (исп. Francisco Lopes Ballesteros; 1770, Сарагосса — 29 июня 1832, Париж) — испанский военачальник, генерал и государственный деятель. Активный участник Пиренейских войн с Наполеоновской империей.

## Биография

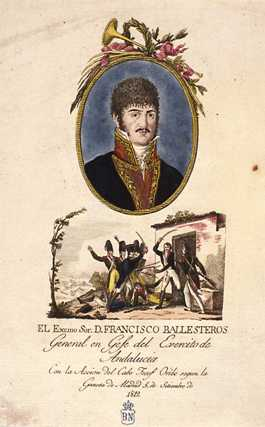
Генерал Франсиско Лопес Баллестерос (1770-1832). Национальный музей

В раннем возрасте поступил на военную службу и уже в 1793 году участвовал в сражениях с французами. Несправедливо в чём-то обвинённый, в 1804 г. должен был оставить армию в чине капитана, но вскоре при содействии М. Годоя, получил место в одной из пограничных таможен Астурии.
Уполномоченный хунтой этой провинции, во время французского нашествия в 1808 году собрать полк добровольцев, он выполнил эту задачу, влился в Андалузскую армию под командованием Франсиско Хавьера Кастаньоса. После поражения Наполеона в сражениях с испанскими армиями и последующего французского вторжения в Андалусию, много лет сражался на юге Испании, в том числе с армией маршала Империи Сульта, покрывая себя славой. Генерал Баллестерос, в феврале 1811 года командуя испанской Пятой армией, с небольшим отрядом, менее 3000 солдат в стычке с французами, которые напали на него 7000-тысячным войском при семи пушках, несмотря на их абсолютное превосходство в численности и оружии, победил врагов. В марте 1812 года его войска освободили от французов Малагу.
Когда в октябре 1812 года главнокомандующим армией был назначен Артур Уэлсли Веллингтон, Ф. Бальестерос отказался служить под командой иностранца, за что был арестован и сослан в марокканскую Сеуту. Вскоре, однако, он снова получил назначение на пост командира корпуса.
По возвращении в мае 1814 года короля Испании Фердинанда VII Ф. Бальестерос в 1815 г. был назначен военным министром, но уже 22 октября потерял свой пост вследствие интриг придворной камарильи и прожил много лет в Вальядолиде вдали от общественной деятельности.
Когда в 1820 года вспыхнула испанская революция, король Фердинанд VII призвал его снова, Ф. Бальестерос в марте защищал королевский дворец и побудил его принять испанскую конституцию 1812 года. Король назначил его вице-президентом временного правительства.
Первым делом Ф. Бальестероса приказал раскрыть все государственные тюрьмы и темницы инквизиции и возвратить городскому управлению Мадрида организацию, данную ему кортесами 1812 году. Когда в июле 1822 года контрреволюция, опиравшаяся на поддержку иностранных держав, попыталась с помощью гвардии произвести государственный переворот, генерал встал во главе милиции и рассеял мятежников.
В апреле 1823 года, когда Франция предприняла интервенцию в Испанию, Ф. Бальестерос принял на себя командование частью войска, предназначенного для защиты Наварры и Арагона, но должен был, после нескольких неудачных боёв, отступить на юг и 14 августа, уже у границ Гранады, начать переговоры с главнокомандующими французского войска. Когда король указом от 1 октября объявил все решения конституционного правительства недействительными, Ф. Бальестерос в письме к герцогу Ангулемскому резко высказался против этого указа и устанавливаемого им абсолютистского режима. Исключенный за это из числа амнистированных в 1824 году, он эмигрировал в Париж, где и умер в 1832 году.
Похоронен на парижском кладбище Пер-Лашез.